# Gravel & Wine
Gravel & Wine è il secondo album in studio della cantautrice neozelandese Gin Wigmore, pubblicato il 7 novembre 2011.

## Tracce
1. Black Sheep – 3:03
2. Man Like That – 2:50
3. Poison – 3:07
4. Kill of the Night – 3:25
5. Devil in Me – 3:25
6. If Only – 4:45
7. Dirty Love – 2:52
8. Happy Ever After – 3:22
9. Saturday Smile – 3:22
10. Sweet Hell (feat. Butch Walker) – 3:36
11. Singin' My Soul – 3:09